# Harrison Birtwistle

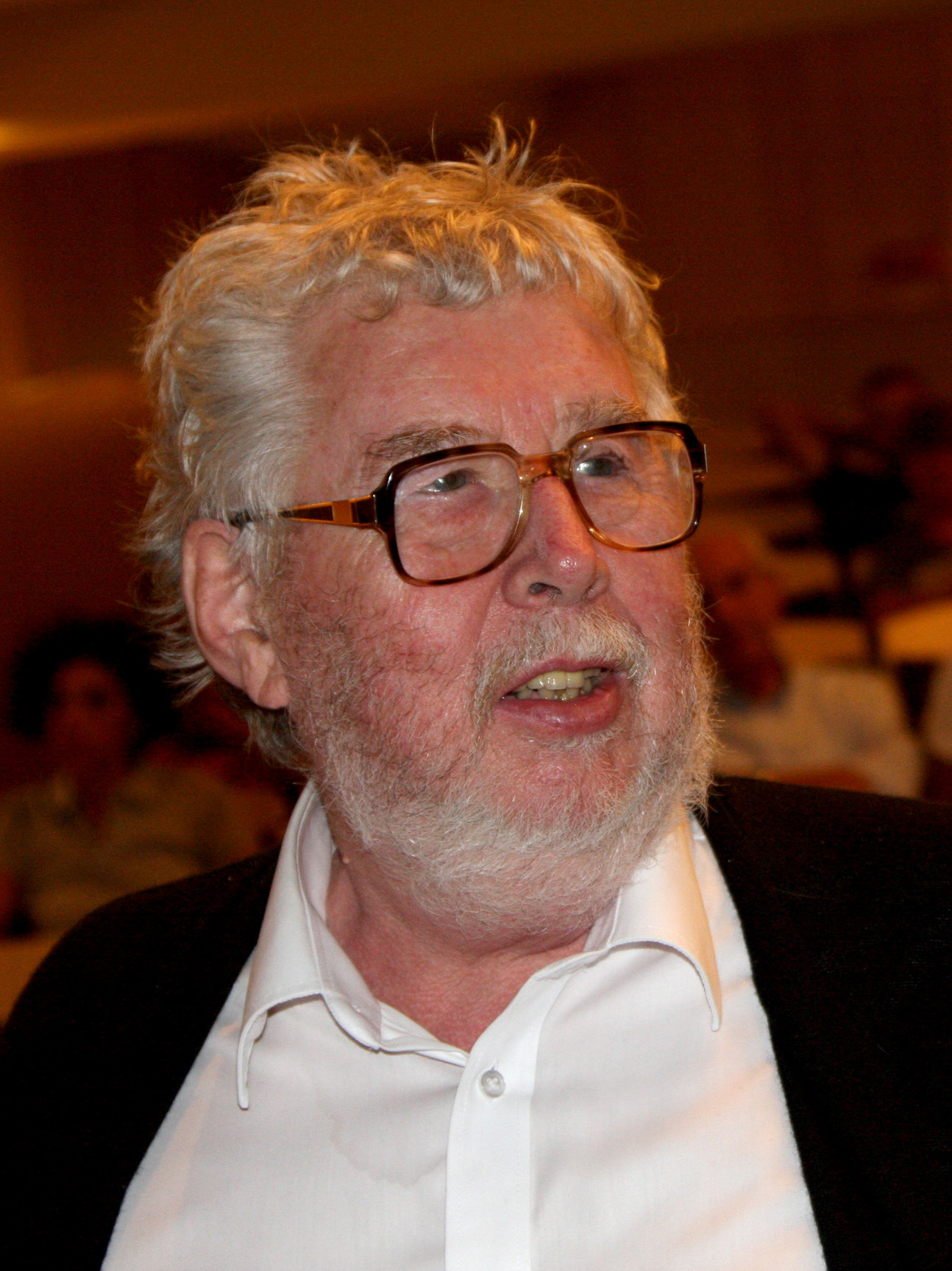
Harrison Birtwistle (2008)

Sir Harrison Paul Birtwistle, CH (* 15. Juli 1934 in Accrington, Lancashire; † 18. April 2022 in Mere, Wiltshire) war ein britischer Komponist. Er gilt allgemein als einer der maßgeblichen modernen Komponisten des Vereinigten Königreichs.

## Leben und Karriere
Birtwistle studierte ab 1952 Klarinette und Komposition am Royal Northern College of Music in Manchester. Zusammen mit den Komponisten Peter Maxwell Davies, Alexander Goehr, John Ogdon und Elgar Howarth gründete er die New Music Manchester, eine Gemeinschaft von Komponisten und Musikern, die sich der Aufführung serieller und anderer zeitgenössischer Musik widmete.
Birtwistle arbeitete als Musiklehrer und setzte sein Studium in den USA fort. 1975 wurde er musikalischer Leiter des neugegründeten Royal National Theatre in London und bekleidete diese Position bis 1988. Von 1994 bis 2001 hatte er den Lehrstuhl Henry Purcell Professor for Composition am King’s College London inne und wurde dort von George Benjamin abgelöst.

## Kompositionsstil
Birtwistle komponierte in einem komplexen, modernistischen Stil. Seine frühen Werke sind von Igor Strawinsky und Olivier Messiaen beeinflusst, und seine Nebeneinanderstellung von Klangblöcken wird mit Kompositionen Edgar Varèses verglichen.

## Auszeichnungen
Birtwistle erhielt zahlreiche Auszeichnungen, darunter den Grawemeyer Award 1986, den Siemens Musikpreis 1995 sowie den British Order of the Companions of Honour 2001. Er wurde 1986 zum Chevalier des Arts et des Lettres und 1988 in den britischen Adelsstand erhoben. Im Jahr 2003 erhielt er den renommierten Music Award der Royal Philharmonic Society in London. Die University of Cambridge verlieh ihm 2010 die Ehrendoktorwürde. 2015 wurde Birtwistle mit dem Wihuri-Sibelius-Preis ausgezeichnet. Ab 2007 war er auswärtiges Ehrenmitglied der American Academy of Arts and Letters.

## Werke (Auswahl)
- Orchesterwerke
  - The Triumph of Time (1971)
  - Earth Dances (1986)
  - Panic (1995)
  - Deep Time (2016)
- Opern
  - Punch and Judy (1967)
  - The Mask of Orpheus (1984, 1987 ausgezeichnet mit dem Grawemeyer Award)
  - Gawain (1990)
  - Die zweite Mrs. Kong (1994)
  - The Last Supper (2000: UA Staatsoper Berlin, Dirigent: Daniel Barenboim)
  - The Io Passion (2004 Uraufführung an der Aldeburgh Almeida Opera)
  - The Minotaur (2008 Uraufführung am Royal Opera House, London)
- Weitere Werke
  - Refrains and Choruses (Bläserquintett, 1957)
  - Tragoedia für Flöte, Oboe, Klarinette, Fagott, Horn, Harfe und Streichquartett (1965) für das Melos Ensemble
  - Harrison’s Clocks (Stücke für Klavier, 1998)
  - Nine Settings of Celan (1989–96) für Sopran, zwei Klarinetten, Viola, Violoncello, Kontrabass

## Filmmusik
- 1972: Sein Leben in meiner Gewalt (The Offence) – Regie: Sidney Lumet